# میویاشی، چیبا
میویاشی، چیبا (به لاتین: Miyoshi) یک منطقهٔ مسکونی در ژاپن است که در کانتو واقع شده‌است. میویاشی ۴٬۵۶۰ نفر جمعیت دارد.